# Scopariopsis pallidegrisea
Scopariopsis pallidegrisea là một loài bướm đêm trong họ Noctuidae.